# Jägermeister
Jägermeister er en alkoholisk drik med en alkoholprocent på 35, der hører under typen bitter og bliver produceret af den tyske producent, Mast-Jägermeister SE. Importeres i Danmark af Hans Just A/S